# Élections municipales de 2013 en Gaspésie–Îles-de-la-Madeleine
Les élections municipales québécoises de 2013 se déroulent le 3 novembre 2013. Elles permettent d'élire les maires et les conseillers de chacune des municipalités locales du Québec, ainsi que les préfets de quelques municipalités régionales de comté.

## Gaspésie–Îles-de-la-Madeleine

### Bonaventure
| Candidats pour la mairie       | Vote | %     |
| ------------------------------ | ---- | ----- |
| Roch Audet                     | 723  | 56,48 |
| Ambroise Henry                 | 557  | 43,52 |
| Taux de participation : 56,8 % |      |       |

### Cap-Chat
| Candidats pour la mairie       | Vote | %     |
| ------------------------------ | ---- | ----- |
| Judes Landry (Sortant)         | 660  | 51,76 |
| Rodrigue Roy                   | 615  | 48,24 |
| Taux de participation : 58,4 % |      |       |

### Caplan
| Candidats pour la mairie       | Vote | %     |
| ------------------------------ | ---- | ----- |
| Lise Castilloux                | 587  | 52,41 |
| Doris Boissonnault (Sortant)   | 533  | 47,59 |
| Taux de participation : 64,8 % |      |       |

### Carleton-sur-Mer
| Candidats pour la mairie | Vote            | %               |
| ------------------------ | --------------- | --------------- |
| Denis Henry (Sortant)    | Sans opposition | Sans opposition |

### Cascapédia–Saint-Jules
| Candidats pour la mairie | Vote            | %               |
| ------------------------ | --------------- | --------------- |
| Pat St. Onge (Sortant)   | Sans opposition | Sans opposition |

### Chandler
| Candidats pour la mairie       | Vote  | %     |
| ------------------------------ | ----- | ----- |
| Louisette Langlois (Sortante)  | 2 711 | 60,19 |
| Philippe Berger                | 1 793 | 39,81 |
| Taux de participation : 68,7 % |       |       |

### Cloridorme
| Candidats pour la mairie       | Vote | %     |
| ------------------------------ | ---- | ----- |
| Jocelyne Huet (Sortante)       | 225  | 43,27 |
| Jean-Louis Clavet              | 131  | 25,19 |
| Marc Caron                     | 75   | 14,42 |
| Sonia Coté                     | 60   | 11,54 |
| Cyrice Coté                    | 29   | 5,58  |
| Taux de participation : 77,3 % |      |       |

### Escuminac
| Candidats pour la mairie       | Vote | %     |
| ------------------------------ | ---- | ----- |
| R. Bruce Wafer                 | 208  | 52,66 |
| Bertrand Berge (Sortant)       | 187  | 47,34 |
| Taux de participation : 69,7 % |      |       |

### Gaspé
| Candidats pour la mairie       | Vote  | %     |
| ------------------------------ | ----- | ----- |
| Daniel Côté                    | 3 812 | 58,86 |
| Mélissa Plourde                | 2 549 | 39,36 |
| Cowboy Jay                     | 115   | 1,78  |
| Taux de participation : 53,5 % |       |       |

### Grande-Rivière
| Candidats pour la mairie       | Vote  | %     |
| ------------------------------ | ----- | ----- |
| Bernard Stevens (Sortant)      | 1 214 | 66,38 |
| Louis Lebouthillier            | 563   | 30,78 |
| Cécile Cyr                     | 52    | 2,84  |
| Taux de participation : 62,5 % |       |       |

### Grande-Vallée
| Candidats pour la mairie | Vote            | %               |
| ------------------------ | --------------- | --------------- |
| Nathalie Côté (Sortante) | Sans opposition | Sans opposition |

### Grosse-Île
| Candidats pour la mairie       | Vote            | %               |
| ------------------------------ | --------------- | --------------- |
| Rose Elmonde Clarke (Sortante) | Sans opposition | Sans opposition |

### Hope
| Candidats pour la mairie | Vote            | %               |
| ------------------------ | --------------- | --------------- |
| Hazen Whittom (Sortant)  | Sans opposition | Sans opposition |

### Hope Town
| Candidats pour la mairie    | Vote            | %               |
| --------------------------- | --------------- | --------------- |
| Linda MacWhirter (Sortante) | Sans opposition | Sans opposition |

### L'Ascension-de-Patapédia
| Candidats pour la mairie | Vote            | %               |
| ------------------------ | --------------- | --------------- |
| Rémi Gallant (Sortant)   | Sans opposition | Sans opposition |

### Les Îles-de-la-Madeleine
| Candidats pour la mairie       | Vote  | %     |
| ------------------------------ | ----- | ----- |
| Jonathan Lapierre              | 3 405 | 48,30 |
| Joël Arseneau (Sortant)        | 2 032 | 28,82 |
| Nicolas Arseneau               | 1 425 | 20,21 |
| Léonard Chevrier               | 135   | 1,91  |
| Yvon Cyr                       | 53    | 0,75  |
| Taux de participation : 67,2 % |       |       |

### Maria
| Candidats pour la mairie       | Vote | %     |
| ------------------------------ | ---- | ----- |
| Christian Leblanc              | 618  | 52,60 |
| Gilbert Forget                 | 475  | 40,43 |
| Georges Fournier               | 82   | 6,98  |
| Taux de participation : 46,1 % |      |       |

### Marsoui
| Candidats pour la mairie       | Vote | %     |
| ------------------------------ | ---- | ----- |
| Dario Jean                     | 124  | 54,39 |
| Ghislain Deschênes             | 104  | 45,61 |
| Taux de participation : 81,0 % |      |       |

### Matapédia
| Candidats pour la mairie | Vote            | %               |
| ------------------------ | --------------- | --------------- |
| Luc Lagacé               | Sans opposition | Sans opposition |

### Mont-Saint-Pierre
| Candidats pour la mairie       | Vote | %     |
| ------------------------------ | ---- | ----- |
| Lynda Laflamme                 | 89   | 57,42 |
| Karine Sergerie                | 66   | 42,58 |
| Taux de participation : 77,7 % |      |       |

### Murdochville
| Candidats pour la mairie       | Vote | %     |
| ------------------------------ | ---- | ----- |
| Délisca Roussy (Sortant)       | 273  | 64,08 |
| Fabrice Cotton                 | 153  | 35,92 |
| Taux de participation : 76,3 % |      |       |

### New Carlisle
| Candidats pour la mairie       | Vote | %     |
| ------------------------------ | ---- | ----- |
| Stephen Chatterton             | 303  | 39,20 |
| Cyrus Journeau (Sortant)       | 294  | 38,03 |
| Bertrand (Bert) Poirier        | 154  | 19,92 |
| Andry Adrien Fitzgerald        | 22   | 2,85  |
| Taux de participation : 60,8 % |      |       |

### New Richmond
| Candidats pour la mairie       | Vote  | %     |
| ------------------------------ | ----- | ----- |
| Éric Dubé                      | 1 325 | 75,50 |
| Joëlle Gagné                   | 307   | 17,49 |
| Michel Lacroix                 | 80    | 4,56  |
| Anita Bujold                   | 43    | 2,45  |
| Taux de participation : 57,1 % |       |       |

### Nouvelle
| Candidats pour la mairie     | Vote            | %               |
| ---------------------------- | --------------- | --------------- |
| Richard St-Laurent (Sortant) | Sans opposition | Sans opposition |

### Paspébiac
| Candidats pour la mairie       | Vote | %     |
| ------------------------------ | ---- | ----- |
| Paul-Arthur Blais              | 788  | 40,66 |
| Solange Castilloux             | 663  | 34,21 |
| Gabrielle Leblanc              | 487  | 25,13 |
| Taux de participation : 67,2 % |      |       |

### Percé
| Candidats pour la mairie       | Vote  | %     |
| ------------------------------ | ----- | ----- |
| André Boudreau                 | 1 118 | 66,51 |
| Owen Bouchard                  | 563   | 33,49 |
| Taux de participation : 58,8 % |       |       |

- Démission du maire André Boudreau à la suite du rejet par référendum d'un projet de rue commerciale par la population le 20 novembre 2019[2].

- Démission en bloc des conseillers Sylvain Camirand, Lucien Proulx, Doris Bourget, Donald Rehel et Réjean Chabot le 21 novembre 2019[3].
  - Perte de quorum et administration de la ville par la Commission municipale du Québec[3].

### Petite-Vallée
| Candidats pour la mairie       | Vote | %     |
| ------------------------------ | ---- | ----- |
| Rodrigue Brousseau (Sortant)   | 77   | 53,85 |
| Noël-Marie Clavet              | 66   | 46,15 |
| Taux de participation : 79,2 % |      |       |

### Pointe-à-la-Croix
| Candidats pour la mairie | Vote            | %               |
| ------------------------ | --------------- | --------------- |
| Jean-Paul Audy (Sortant) | Sans opposition | Sans opposition |

### Port-Daniel–Gascons
| Candidats pour la mairie       | Vote | %     |
| ------------------------------ | ---- | ----- |
| Henri Grenier                  | 770  | 48,40 |
| Tony Langlois                  | 514  | 32,31 |
| Jean-Marc McInnis              | 241  | 15,15 |
| Benoit S. Pilon                | 66   | 4,15  |
| Taux de participation : 73,4 % |      |       |

### Ristigouche-Partie-Sud-Est
| Candidats pour la mairie       | Vote | %     |
| ------------------------------ | ---- | ----- |
| François Boulay                | 74   | 51,39 |
| Annette Sénéchal (Sortante)    | 70   | 48,61 |
| Taux de participation : 86,3 % |      |       |

### Rivière-à-Claude
| Candidats pour la mairie | Vote            | %               |
| ------------------------ | --------------- | --------------- |
| Réjean Normand (Sortant) | Sans opposition | Sans opposition |

### Saint-Alexis-de-Matapédia
| Candidats pour la mairie | Vote            | %               |
| ------------------------ | --------------- | --------------- |
| Guy Gallant (Sortant)    | Sans opposition | Sans opposition |

### Saint-Alphonse
| Candidats pour la mairie | Vote            | %               |
| ------------------------ | --------------- | --------------- |
| Gérard Porlier (Sortant) | Sans opposition | Sans opposition |

### Saint-André-de-Restigouche
| Candidats pour la mairie   | Vote            | %               |
| -------------------------- | --------------- | --------------- |
| Doris Deschênes (Sortante) | Sans opposition | Sans opposition |

### Saint-Elzéar
| Candidats pour la mairie  | Vote            | %               |
| ------------------------- | --------------- | --------------- |
| Raymond Marcoux (Sortant) | Sans opposition | Sans opposition |

### Saint-François-d'Assise
| Candidats pour la mairie   | Vote            | %               |
| -------------------------- | --------------- | --------------- |
| Ghislain Michaud (Sortant) | Sans opposition | Sans opposition |

### Saint-Godefroi
| Candidats pour la mairie       | Vote | %     |
| ------------------------------ | ---- | ----- |
| Gérard-Raymond Blais (Sortant) | 201  | 66,78 |
| Gérard Aubut                   | 100  | 33,22 |
| Taux de participation : 77,9 % |      |       |

### Saint-Maxime-du-Mont-Louis
| Candidats pour la mairie       | Vote | %     |
| ------------------------------ | ---- | ----- |
| Serge Chrétien                 | 331  | 54,26 |
| Jocelyne Poitras               | 279  | 45,74 |
| Taux de participation : 61,9 % |      |       |

### Saint-Siméon
| Candidats pour la mairie   | Vote            | %               |
| -------------------------- | --------------- | --------------- |
| Jean-Guy Poirier (Sortant) | Sans opposition | Sans opposition |

### Sainte-Madeleine-de-la-Rivière-Madeleine
| Candidats pour la mairie       | Vote | %     |
| ------------------------------ | ---- | ----- |
| Joël Côté (Sortant)            | 181  | 55,02 |
| Gaétan Michaud                 | 148  | 44,98 |
| Taux de participation : 90,2 % |      |       |

### Sainte-Thérèse-de-Gaspé
| Candidats pour la mairie | Vote            | %               |
| ------------------------ | --------------- | --------------- |
| Léo Lelièvre (Sortant)   | Sans opposition | Sans opposition |

### Shigawake
| Candidats pour la mairie       | Vote | %     |
| ------------------------------ | ---- | ----- |
| Denzil Ross                    | 144  | 63,72 |
| Audrey Acteson Wylie           | 82   | 36,28 |
| Taux de participation : 76,1 % |      |       |